# Peel (fiume Australia)
Il Peel è un fiume australiano del Nuovo Galles del Sud. Il fiume nasce sui monti della Grande Catena Divisoria e dopo circa 210 chilometri confluisce nel Maori.